# Caprella bathytatos
Caprella bathytatos är en kräftdjursart som beskrevs av Martin och Pettit 1998. Caprella bathytatos ingår i släktet Caprella och familjen Caprellidae. Inga underarter finns listade i Catalogue of Life.

## Bildgalleri

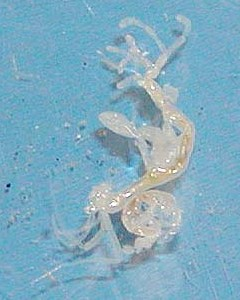